# Ellen Ratner
Ellen Ratner ist eine US-amerikanische Schauspielerin.

## Leben
1988 hatte Ratner mit einer Folge in der Fernsehserie The Days and Nights of Molly Dodd ihr Fernsehdebüt. 1990 folgte ihr Spielfilmdebüt in dem Fernsehfilm Geld stinkt nicht. In der Fernsehserie Ave 43 hatte sie 2010 bis 2011 erstmals eine wiederkehrende Rolle. In der Fernsehserie Bizaardvark spielte Ratner 2016 bis 2019 eine durchgehende Rolle.

## Filmografie
- 1988: The Days and Nights of Molly Dodd (Fernsehserie, eine Folge)
- 1988: Harrys wundersames Strafgericht (Night Court, Fernsehserie, eine Folge)
- 1989: Mein Lieber John (Dear John, Fernsehserie, eine Folge)
- 1989: The Nutt House (Fernsehserie, eine Folge)
- 1990: Geld stinkt nicht (Working Tra$h, Fernsehfilm)
- 1991: Alles außer Liebe (Anything but Love, Fernsehserie, eine Folge)
- 1991: Dream On (Fernsehserie, eine Folge)
- 1991: Seinfeld (Fernsehserie, eine Folge)
- 1992: Stand By Your Man (Fernsehserie, eine Folge)
- 1993: Bob (Fernsehserie, eine Folge)
- 1993: L.A. Law – Staranwälte, Tricks, Prozesse (L.A. Law, Fernsehserie, eine Folge)
- 1995: Diagnose: Mord (Diagnosis: Murder, Fernsehserie, eine Folge)
- 1995: Die Nanny (The Nanny, Fernsehserie, eine Folge)
- 1996: Überflieger (Wings, Fernsehserie, eine Folge)
- 1997: Touch Me – Kampf gegen die Zeit (Touch Me)
- 1997: American Shrimps (Eat Your Heart Out)
- 1998: Der beste Vater der Welt (Billboard Dad)
- 1999: King of Queens (The King of Queens, Fernsehserie, eine Folge)
- 2000: Straight Right
- 2002: Becker (Fernsehserie, eine Folge)
- 2004: Frasier (Fernsehserie, eine Folge)
- 2005: Alle lieben Raymond (Everybody Loves Raymond, Fernsehserie, eine Folge)
- 2005: Jake in Progress (Fernsehserie, eine Folge)
- 2007: Ugly Betty (Fernsehserie, eine Folge)
- 2009: Punching the Clown
- 2010–2011: Ave 43 (Fernsehserie, 8 Folgen)
- 2011–2012: Prime Suspect (Fernsehserie, 4 Folgen)
- 2012: The New Normal (Fernsehserie, eine Folge)
- 2015: How to Get Away with Murder (Fernsehserie, eine Folge)
- 2016: And Punching the Clown (Punching Henry)
- 2016: Modern Family (Fernsehserie, eine Folge)
- 2016: Where the Bears Are (Fernsehserie, eine Folge)
- 2016–2019: Bizaardvark (Fernsehserie, 19 Folgen)
- 2018: The Good Cop (Fernsehserie, eine Folge)
- 2019: Navy CIS (Navy NCIS, Fernsehserie, eine Folge)
- 2023: Pretty Freekin Scary (Fernsehserie, 2 Folgen)